# Menú del día

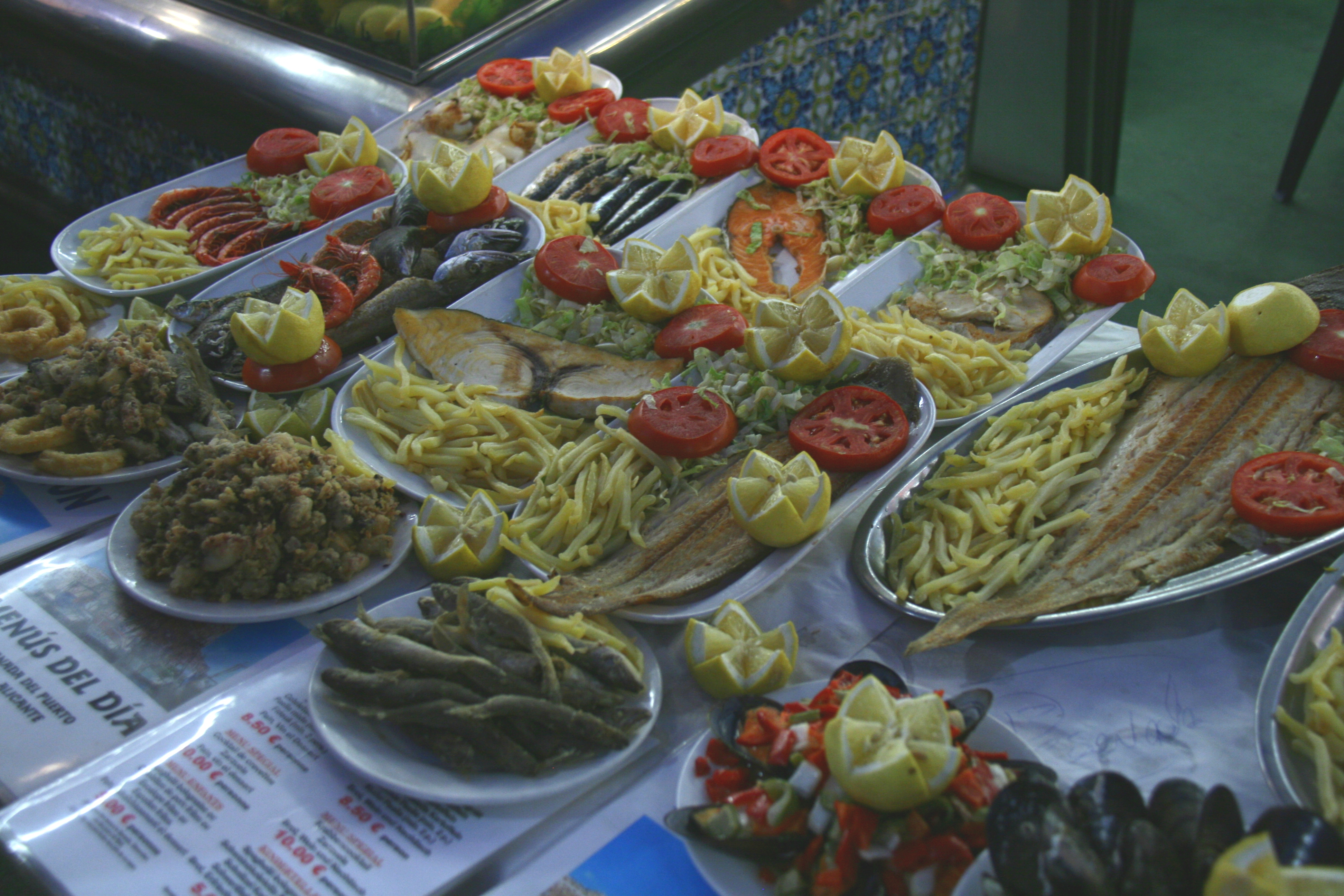
Platos de un menú del día en un restaurante

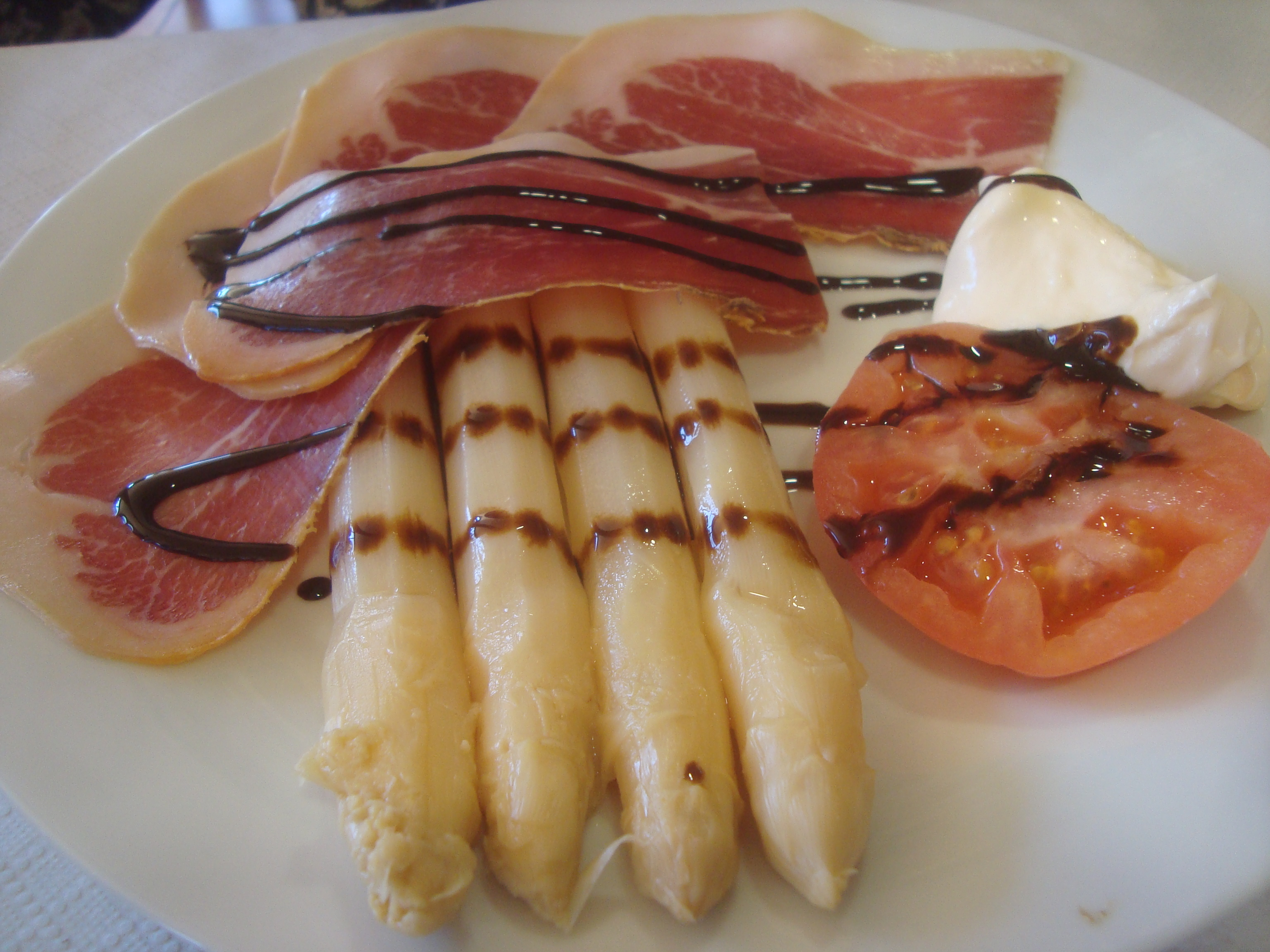
Plato de un menú del día: Espárragos blancos con jamón de Teruel

El menú del día es un tipo de menú, servido habitualmente en restaurantes españoles, donde se puede elegir entre diferentes platos dentro de una oferta limitada, teniendo este un precio fijo con independencia de las opciones elegidas. Por regla general, el menú del día tiene dos grupos de elección: uno para el primer plato y otro para el segundo plato. La denominación «de día» viene a aclarar que el menú va cambiando de oferta cada día. Es considerado siempre un menú económico.

## Historia
En su origen, fue una imposición del Ministerio de Información y Turismo, que en agosto de 1964 implantó por decreto la obligación de ofrecer un menú del día en todos los restaurantes, con un precio fijado por el Estado según la categoría del restaurante. En la transición se liberalizaron los precios, pero la obligatoriedad del menú del día estuvo vigente hasta 2010, cuando fue derogada a consecuencia de la directiva europea 2006/123/CE.

## Características
El menú del día tiene como posibilidades la gestión estratégica de los menús durante una semana en los restaurantes. Su diseño permite que pueda estimarse el gasto en ingredientes y el consumo, ofreciendo una variedad de platos de forma económica. Además de ofrecer una variedad de platos entre el primer y segundo plato, incluido postre, el precio suele incluir la bebida y el pan.